# Морський договір
«Морськи́й до́говір» (англ. The Adventure of the Naval Treaty) — твір із серії «Спогади Шерлока Холмса» шотландського письменника Артура Конана Дойла. Вперше опубліковано Strand Magazine у 1893 році.

## Сюжет
Доктор Вотсон отримує лист від колишнього однокласника, Персі Фелпса, який зараз є працівником Управління. Він звертається за допомогою до Шерлока Холмса з тієї причини, що нещодавно в нього викрали важливий військово-морський договір.
Містер Фелпс на хвилинку вийшов зі свого кабінету за кавою, коли ж повернувся, договору вже не було. Комісіонер працював над копіюванням документу. Коли Фелпс прийшов до нього, той спав. Раптом дзвоник у кімнаті службовця подзвонив, Фелпс одразу кинувся до кабінету, розуміючи, що там хтось є. Коли ж він прибіг, договору не було. Було зрозуміло, що злодій міг вибратися тільки через запасний вихід, бо основний вихід проходив через приміщення комісіонера, й Пресі б неодмінно побачив, якби хтось через нього виходив.
У кабінеті слідів не виявилось, не зважаючи на те, що надворі була злива. Єдиною підозрюваною особою на той момент була дружина комісіонера, бо черговий поліцейський повідомив, що вона вибігла у той же час, коли Фелпс чув дзвоник. Наздогнавши жінку, Фелпс з поліцейським у неї нічого не знайшли. Іншими підозрюваними були сам комісіонер і колега службовця Чарльз Горот.
Фелпс почав підозрювати, що це міг бути брат його нареченої, але виявилося що він більше двох місяців лежить хворий. Тобто в нього залізне алібі.
Холмс робить деякі зауваження, наприклад, відсутність слідів могла б значити те, що крадій приїхав на таксі. Але йому також ще не зрозуміло, чому дзвонив дзвоник?

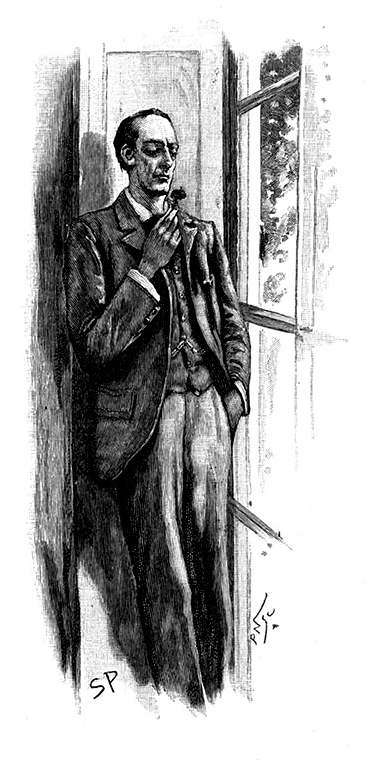
Шерлок Холмс

Холмс починає спостерігати за будинком у Вокінгу, де зупинилися наречена Фелпса, Ганна Харісон і її брат Джозеф. Фелпсу стає недобре через серце. Він змушений постійно лежати в ліжку. За хворим нареченим сестра приглядала вдень, а вночі біля нього сиділа наймана медсестра.
Детектив також відвідує лорда Холдхарста, дядька Персі Фелпса, який довірив йому важливий документ. Він розповідає, що у випадку потрапляння договору до французької чи російської сторін, може розгорнутися гучний міжнародний скандал. На щастя цього поки що не сталося, хоча вже пройшло декілька тижнів з пропажі документа.
Уночі хтось спробував проникнути до кімнати хворого Фелпса, але побачивши та Персі, втік. Він побачив лише ніж та голову в відлозі, через що не розгледів обличчя зловмисника. Це відбулося в першу ніч без медсестри.
Холмс говорить Ганні, щоб удень вона сиділа біля Персі, а як йшла спати, зачинила кімнату зовні. Шерлок повідомляє всіх, що вони їдуть у Лондон, щоб зберегти Фелпса від гріха подалі. Сам же хитрий детектив повертається до укриття і починає спостерігати за вікном кімнати хворого. О другій годині ночі зловмисник пробирається до кімнати і дістає з люка договір. Вистрибнувши з вікна, він потрапляє в руки Холмса.
Договір увесь час був під ногами хворого Фелпса, а Джозеф, який раніше спав тут, не міг добратися до договору. Брат нареченої постраждалого пояснює свій вчинок скрутною фінансової ситуацією.
На наступний ранок Холмс подає договір на сніданок, привівши в здивування колишніх однокласників. Холмс розповідає, що Джозеф одразу потрапив до його списку підозрюваних, адже добре знав схему будинку, та й крадіжка відбулась за недовгий час до відбуття потягу до Вокінгу.